# Diễn đàn Xã hội Thế giới
Diễn đàn Xã hội Thế giới (WSF) là một cuộc họp hàng năm của các tổ chức xã hội dân sự, lần đầu tiên được tổ chức tại Brazil năm 2001, hầu hỗ trợ một nỗ lực tự ý thức để phát triển một tương lai khác thông qua cuộc tranh đấu phản bá quyền toàn cầu hóa. Diễn đàn Xã hội Thế giới được xem là một biểu hiện vật chất của xã hội dân sự toàn cầu, vì nó tập hợp các tổ chức phi chính phủ lại, các chiến dịch tuyên truyền vận động cũng như các phong trào xã hội chính thức và không chính thức tìm kiếm sự đoàn kết quốc tế. Diễn đàn Xã hội Thế giới định nghĩa chính nó như là "một không gian mở - đa nguyên, đa dạng, phi chính phủ và phi đảng phái - kích thích sự tranh luận phân quyền, suy tư, xây dựng các đề xuất, trao đổi kinh nghiệm và liên minh giữa các phong trào và tổ chức tham gia vào các hành động cụ thể hướng tới một tinh thần đoàn kết hơn, thế giới dân chủ và công bằng.... một không gian và quá trình lâu bền để xây dựng những con đường khác hơn là chủ nghĩa tân tự do."  Nó được tổ chức bởi các thành viên của phong trào toàn cầu hóa khác (alter-globalization: còn gọi là phong trào công lý toàn cầu), cùng ngồi lại với nhau để phối hợp chiến dịch toàn cầu, chia sẻ và tinh chỉnh các chiến lược có tổ chức, và thông báo cho nhau về các phong trào từ khắp nơi trên thế giới và các vấn đề cụ thể của họ. Diễn đàn Xã hội Thế giới cho biết rõ ràng là không đại diện cho tất cả những người tham dự và vì thế không công bố bất kỳ phát biểu chính thức thay mặt cho những người tham gia. Nó thường họp mặt trong tháng Giêng cùng một thời gian như "đối thủ tư bản vĩ đại" của mình, Diễn đàn Kinh tế Thế giới có hội nghị thường niên tại Davos, Thụy Sĩ. Ngày này được chủ ý chọn để thúc đẩy một câu trả lời khác của họ về các vấn đề kinh tế thế giới đối lập với Diễn đàn Kinh tế Thế giới.